# Mouton han à queue courte
Le mouton han à queue courte est une race de mouton d'élevage originaire de la province chinoise du Shandong. Traditionnellement élevé pour sa viande, Il également renommé pour sa fécondité exceptionnellement élevée.

## Histoire de la race
Le mouton Han fait partie des races de moutons à queue grasse appartenant à la classe des moutons d'origine Mongole. Cette race de mouton est une race traditionnelle chinoise. À partir de 1982, deux races de mouton Han ont été différenciées : le mouton han à queue courte et le mouton han à queue longue (Large-tail Han).

## Description
Le mouton han à queue courte est un mouton d'assez petite taille, avec des brebis pesant entre 35 et 45 ans. kg en moyenne. Les deux sexes ont des cornes : les béliers ont de grandes cornes en forme de spirale tandis que le brebis ont des cornes beaucoup plus petites.
Le mouton Han à queue courte fait partie des moutons à queue grasse. Excepté dans sa queue, cette race de mouton présente un faible pourcentage de graisse corporelle.
C'est une race dont le diamètre de la laine est de taille moyenne.
Les brebis n'ont pas un œstrus saisonnier. Leur prolificité est exceptionnelle: le mouton han à queue courte produit en moyenne 3,44 agneaux par an et par brebis, avec une taille moyenne de portée de 2,29. Leur fécondité atteint 229%.2.61 à 2.65 agneau par litière sont reportés dans la province de Shandong. Dans des conditions idéales, chaque brebis peut produire jusqu'à 9 agneaux sur une période de 2 ans. Cependant, la mortalité des agneaux est de l'ordre de 5 à 20%,

## Aptitudes et utilisation
Le mouton han à queue courte est élevé essentiellement pour sa viande ainsi que pour sa fécondité exceptionnelle.
En 2003, sa province natale du Shandong a vendu plus d'un million de Han à petite queue, principalement à des fins de reproduction. 
Cette prolificité est une caractéristique que l'agrologie chinoise a utilisée avec efficacité pour la création d'une nouvelle race ovine, le mouton Huang-huai, issu du croisement du mouton han à queue courte et du Dorper sud-africain. En effet, bien que le mouton Han à queue courte soit élevé pour sa viande, son rendement en carcasse est modeste, de 41 % à douze mois. Le mouton Huang-huai combine quant à lui un meilleur rendement en carcasse, héritée du mouton Dorper, ainsi qu'une bonne prolificité, héritée du mouton han à queue courte.  
Le mouton han à queue courte est par ailleurs une race qui peut être élevée dans différents types de pâturages, y compris des pâturages vallonnés de moyenne montagne, ce qui en fait une race de mouton relativement polyvalente quant aux types de terrain auxquels elle est susceptible de s'adapter.

## Diffusion
Origine du Shandong, l'ère de répartition s'est élargie. Le mouton Han à queue courte est largement élevé en Chine, en particulier dans les régions de plaines semi-arides du Nord de la Chine ainsi que la province de Jilin, . À partir des années 1980, des élevages de cette race ont également été introduits au Tibet. Cette race n'est cependant pas capable de se contenter de la qualité des pâturages des hauts plateaux tibétains, ce qui fait qu'ils sont mis au pâturage seulement durement l'été et sont parqués dans des feed-lots (parc d'engraissement) avec des sources externes d'alimentation tout le reste de l'année.